# Giovanni Maria Rossi
Giovanni Maria Rossi (Milano, 1º settembre 1929 – Milano, 7 febbraio 2004) è stato un presbitero, compositore e musicista italiano.

## Biografia
Giovanni Maria Rossi è stato un presbitero della Chiesa cattolica e un conosciuto e apprezzato compositore di musica liturgica. È stato ordinato sacerdote il 17 giugno 1956. Il suo ministero Camilliano è stato un intreccio tra assistenza agli infermi, apprendimento e insegnamento della musica e della liturgia. Morì il 7 febbraio 2004, a causa di problemi medici.

## La produzione artistica
Giovanni Maria Rossi ha composto celebri canti liturgici, cantati ancora oggi nelle chiese italiane. Le sue composizioni sono ispirate al canto religioso classico, adattandosi per un breve periodo (tra la fine degli anni 60 e l'inizio degli anni 70) alla nuova corrente delle messe beat. Di questo periodo è il canto "Come unico pane", interpretato dal Clan Alleluia, con la partecipazione del maestro Marcello Giombini.

## Discografia
- Melodie del celebrante e dei sacri ministri - LP Sorgente Musicale Carrara (1965)
- Messa ritmica - LP Sorgente Musicale Carrara (1969)
- Cantiamo con gioia - Clan Alleluia - LP Pro Civitate Christiana (1970)
- Cantiamo alleluia alleluia! - LP Pro Civitate Christiana (1975)
- Il Risorto crocifisso  - CD Pro Civitate Christiana (1996)